# Delta Machine
Delta Machine är Depeche Modes trettonde studioalbum. Det släpptes den 22 mars 2013. The Delta Machine Tour genomfördes från den 4 maj till den 29 juli 2013.

## Låtförteckning
Alla låtar är skrivna och komponerade av Martin L. Gore där inget annat anges. 
| Nr           | Titel                | Kompositör              | Längd |
| ------------ | -------------------- | ----------------------- | ----- |
| 1.           | Welcome to My World  |                         | 4:56  |
| 2.           | Angel                |                         | 3:57  |
| 3.           | Heaven               |                         | 4:03  |
| 4.           | Secret to the End    | Dave Gahan, Kurt Uenala | 5:12  |
| 5.           | My Little Universe   |                         | 4:24  |
| 6.           | Slow                 |                         | 3:45  |
| 7.           | Broken               | Gahan, Uenala           | 3:58  |
| 8.           | The Child Inside     |                         | 4:16  |
| 9.           | Soft Touch/Raw Nerve |                         | 3:26  |
| 10.          | Should Be Higher     | Gahan, Uenala           | 5:04  |
| 11.          | Alone                |                         | 4:29  |
| 12.          | Soothe My Soul       |                         | 5:22  |
| 13.          | Goodbye              |                         | 5:03  |
| Total längd: | Total längd:         | Total längd:            | 57:55 |

## Singlar
1. Heaven (31 januari 2013)
2. Soothe My Soul (6 maj 2013)
3. Should Be Higher (11 oktober 2013)